# Tadej Trdina
Tadej Trdina (* 25. ledna 1981, Slovinský Hradec, SFR Jugoslávie) je slovinský fotbalový útočník, od roku 2022 působí v SV Ruden.

## Klubová kariéra
Začínal v rakouském klubu SAK Klagenfurt, poté hrál za SC Kalsdorf a od roku 2012 je v SV Grödig, se kterým v sezoně 2012/13 vyhrál rakouskou 1. ligu a postoupil do rakouské Bundesligy. Před sezonou 2014/15 přestoupil do jiného prvoligového rakouského celku Wolfsberger AC.